# Gräddtårta

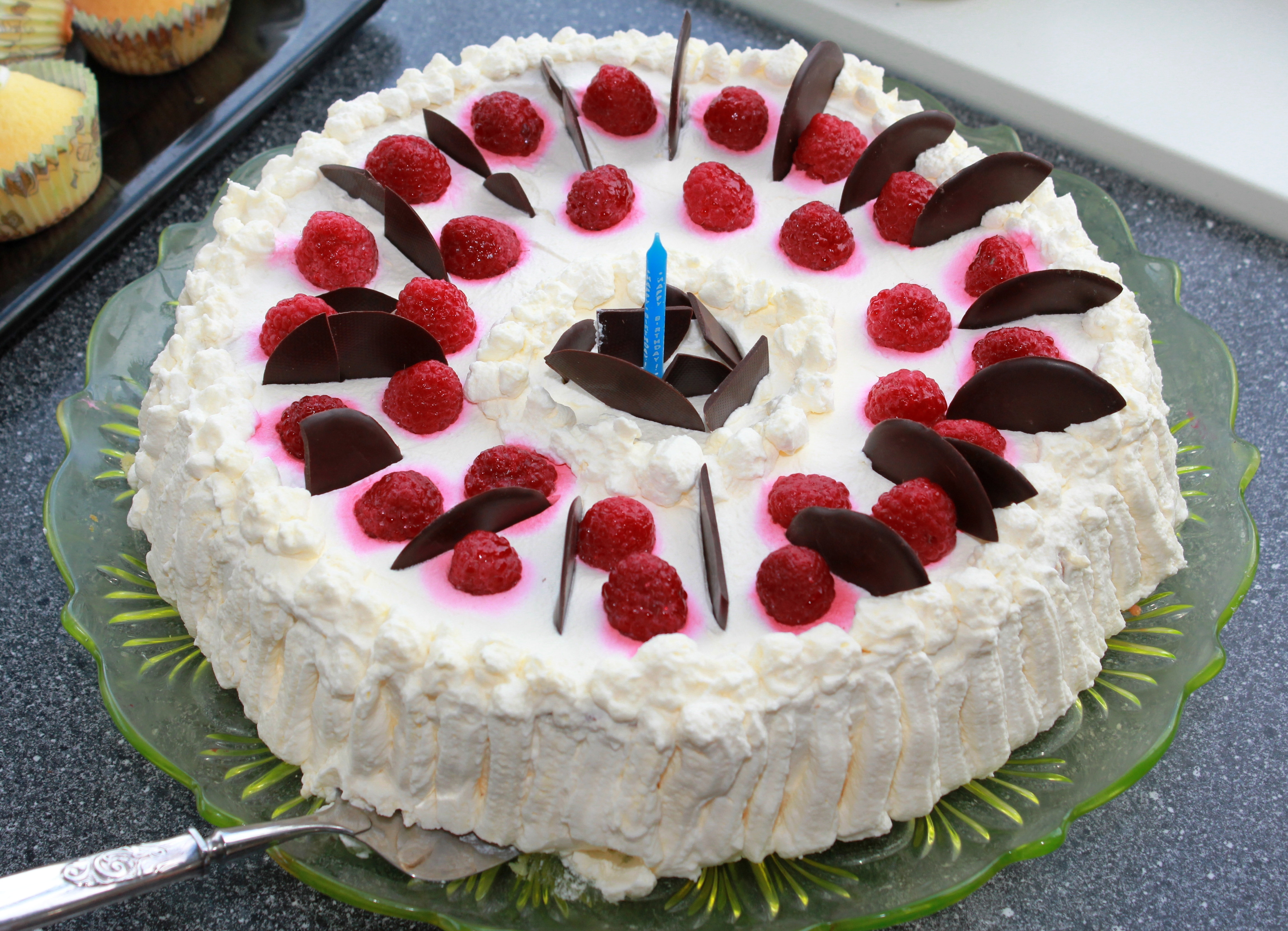
Gräddtårta med hallon.

En gräddtårta är en tårta garnerad med vispad grädde. Vanligtvis består den av sockerkaksbottnar med fyllning mellan. Fyllningen kan innehålla vaniljkräm, vispad grädde, äppelmos eller sockrade bär.
Gräddtårtan kan, förutom vispad grädde, garneras med exempelvis fruktbitar eller bär, hackade nötter, rostad mandel, riven choklad, strössel eller godisbitar.
Gräddtårtan blev populär i början av 1900-talet, men redan under 1800-talet fanns bakelser som innehöll grädde i någon form.